# Буди-Ґутажевські
Буди-Ґутажевські (пол. Budy Gutarzewskie) — село в Польщі, у гміні Сохоцин Плонського повіту Мазовецького воєводства.
Населення — 38 осіб (2011).
У 1975-1998 роках село належало до Цехановського воєводства.

## Демографія
Демографічна структура станом на 31 березня 2011 року:
|          | Загалом | Допрацездатний вік | Працездатний вік | Постпрацездатний вік |
| -------- | ------- | ------------------ | ---------------- | -------------------- |
| Чоловіки | 20      | 5                  | 12               | 3                    |
| Жінки    | 18      | 2                  | 11               | 5                    |
| Разом    | 38      | 7                  | 23               | 8                    |